# Геологоразведка (Пермский край)
Геологоразведка  — посёлок в Соликамском районе Пермского края. Входит в муниципальное образование Соликамский городской округ .

## Географическое положение
Расположен примерно в 2,5 км к юго-западу от центра упразднённого Родниковоского поселения, села Родники, и в 15 км к юго-западу от центра поселения, города Соликамск.
Уличная сеть
- Геологов ул.
- Культуры пер.
- Приозёрная ул.
- Энтузиастов ул.

## История
До 2019 года входило в состав Родниковского сельского поселениямуниципального образования Соликамский муниципальный район.
К 1 января 2019 гг. Соликамский муниципальный район было упразднен, а все входившие в его состав городские и сельские поселения, в том числе Родниковское сельское поселение, были упразднены и объединены с городским округом в новое единое муниципальное образованиеСоликамский городской округ.

## Население
| 2010 |
| ---- |
| 212  |

## Топографические карты
- Лист карты O-40-18 Березняки. Масштаб: 1 : 100 000. Издание 1977 г.